# William Howard, 1. Baron Howard of Effingham

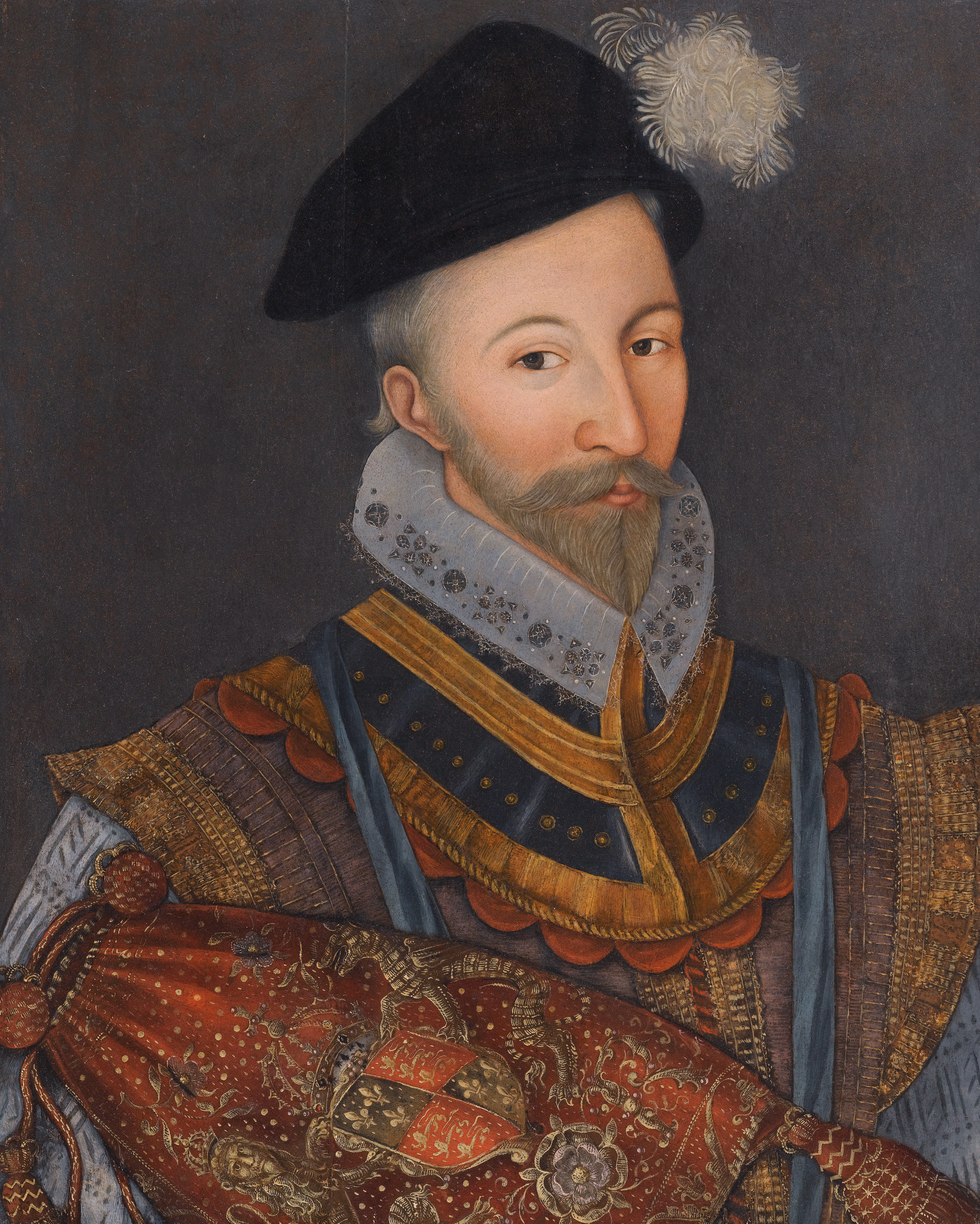
William Howard, 1. Baron Howard of Effingham, zeitgenössisches Ölgemälde

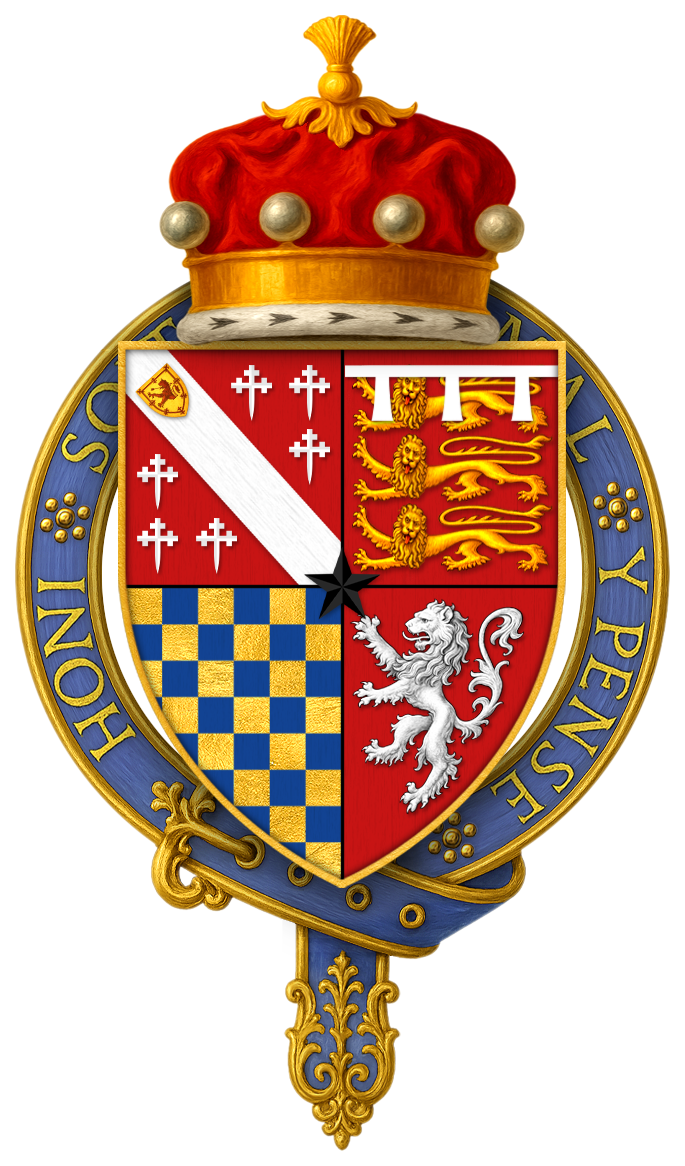
Wappen von William Howard, 1. Baron Howard of Effingham

William Howard, 1. Baron Howard of Effingham KG (* um 1510; † 12. Januar 1573 im Hampton Court Palace) war ein englischer Adliger, sowie Hof- und Staatsbeamter.

## Lebenslauf
William Howard wurde als Sohn von Thomas Howard, 2. Duke of Norfolk, und dessen zweiter Ehefrau Agnes Tilney um 1510 geboren. Er besuchte das Trinity Hall College an der University of Cambridge.
Als jüngerer Sohn aus der ersten Adelsfamilie des Landes konnte Howard zwar keinen der Titel und Ämter seines Vaters (Duke of Norfolk, Earl of Arundel, Earl of Surrey etc. und Earl Marshal von England) erben, aber dennoch stand ihm natürlich der Weg in hohe Staatsämter am Hofe der Tudors offen. So wurde er, da er sich für die Marine interessierte, schließlich 1554 Lord High Admiral. Howard wirkte dann sogleich an der Niederschlagung der Wyatt-Verschwörung mit. Königin Maria I. erhob ihn deshalb am 11. März 1554 in Anerkennung seiner Verdienste, vermutlich auch wegen seines katholischen Glaubens, weil sie selbst Katholikin war und das Land rekatholisieren wollte, zum Peer des Reiches mit dem Titel eines Baron Howard of Effingham und machte ihn im selben Jahr zum Ritter des Hosenbandordens. 
Auch unter der protestantischen Königin Elisabeth I. hatte Howard weiterhin wichtige Ämter inne. So bekleidete er über einen Zeitraum von 15 Jahren (1557–1572) das einflussreiche Amt eines Lord Chamberlain of the Household. 1572/3 war er schließlich Lordsiegelbewahrer.
William Howard of Effingham war zweimal verheiratet. Mit seiner ersten Frau, die früh verstarb, hatte er eine Tochter, mit seiner zweiten Frau vier Söhne und fünf Töchter, darunter seinen Titelerben, Charles. Dieser war ebenfalls Lord High Admiral und wurde 1597 zum Earl of Nottingham erhoben. Howard soll außerdem noch eine nichteheliche Tochter gehabt haben.